# Yamaha V9990
Yamaha V9990 — электронный компонент, микросхема видеоконтроллера (VDP, Video Display Processor), разработанная компанией Yamaha в 1992 году. Также имеет название E-VDP-III. Создана как универсальное решение для применения в игровых системах, мультимедийных приложениях и промышленной автоматике.

## История
В 1990 году компании Yamaha и ASCII анонсировали новую микросхему видеоконтроллера, V9978, предназначавшуюся для бытовых компьютеров предполагаемой новой версии стандарта MSX — MSX3. Однако впоследствии по некоторым причинам проект был закрыт. V9978 не попала в производство, компьютеры стандарта MSX3 также не выпускались. Вместо этого появился стандарт компании Panasonic — MSX Turbo R, где использовалась микросхема V9958, ранее уже применявшаяся в компьютерах стандарта MSX2+.
На основе V9978 в 1992 году была создана и выпущена микросхема V9990. Она унаследовала все нововведения, появившиеся в V9978, однако обратная совместимость с линейкой V99x8 была убрана. Таким образом, прямое её использование в качестве видеоконтроллера в компьютерах MSX стало невозможным. Однако V9990 всё же была применена на MSX — в 1994 году на основе этой микросхемы группой Sunrise Swiss был разработан картридж расширения Graphics9000, предназначенный для использования на компьютерах MSX2/MSX2+/Turbo R. При этом V9990 использовалась в качестве отдельного независимого видеоконтроллера, накладывающего своё изображение на видеосигнал, идущий со штатного видеовыхода компьютера.

## Технические характеристики
- Два режима блочной графики:
  - Режим P1, разрешение 256 x 212 точек, два слоя фонового изображения
  - Режим P2, разрешение 512 x 212 точек, один слой фонового изображения
  - Фоновое изображение составляется из блоков 8x8 точек. Доступно аппаратное отображение спрайтов с системой приоритета отображения между спрайтами и слоями фона.
- Аппаратное отображение спрайтов:
  - Спрайты имеют размер 16 x 16 точек, 16 цветов на точку
  - Одновременное отображение до 125 спрайтов на экране, и до 16 спрайтов на одной строке изображения
- Четыре растровых видеорежима:
  - Для использования на видеомониторах с телевизионной (NTSC или PAL) развёрткой
    - Режим B1, разрешение 256 x 212 точек
    - Режим B2, разрешение 384 x 240 точек
    - Режим B3, разрешение 512 x 212 точек
    - Режим B4, разрешение 768 x 240 точек

  - Для отображения на мониторах высокого разрешения
    - B5, разрешение 640 x 400 точек
    - B6, разрешение 640 x 480 точек
- Возможность удвоения вертикального разрешения за счёт чередования строк
- Отображение до 32768 цветов на точку; до 16 цветов на точку в режимах B5 и B6
- Встроенная палитра — 64 цвета с выбором из 32768 цветов
- Возможности наложения графики на внешний видеосигнал и оцифровки видеосигнала, для таких применений, как наложение титров
- Аппаратные команды рисования, такие как переброска блоков, вывод символов с нужным цветом, рисование линий
- Функция аппаратного отображения курсора:
  - Одновременное отображение до двух курсоров, размером 32 x 32 точки, два цвета
- Прочее:
  - Плавная прокрутка изображения в любом направлении в любом из доступных видеорежимов
  - Встроенный ЦАП
  - Линейный RGB выход
  - Возможно использование ПЗУ знакогенератора
  - Возможность работы с жидкокристаллическим экраном (однопанельный экран, или двухпанельный с общей схемой управления)
- Поддерживаемая видеопамять:
  - Двухпортовая динамическая память (время доступа 120 нс, для режима B6 требуется 100 нс)
  - Возможные конфигурации памяти: 64Kx4, 128Kx8, 256Kx4;
  - Возможно создание конфигураций со 128 КБ, 256 КБ или 512 КБ видеопамяти
  - Возможность прямого доступа процессора к видеопамяти через 16-разрядную шину